# Ernst Türk
Ernst Türk (* 27. Juli 1923 in Offenbach am Main; † 9. Juli 1986) war Landrat des Landkreises Gießen und kurzfristig auch des Lahn-Dill-Kreises.

## Ausbildung und Beruf
Ernst Türk legte 1941 das Abitur ab und leistete bis 1945 im Zweiten Weltkrieg Kriegsdienst. Er kam in britische Kriegsgefangenschaft.
Anschließend folgte eine Ausbildung als Lehrer am Pädagogischen Institut Jugenheim, 1947 die Prüfung für das Lehramt an Volksschulen, 1952 die zweite Lehrerprüfung. 1957 wurde er Hauptlehrer an der Volksschule Grebenhain. Von 1960 bis 1963 war er Volks- und Realschulrektor an der Stadtschule Lauterbach, anschließend bis 1965 Schulrat im Landkreis Gießen. Dann wechselte er in das Regierungspräsidium Darmstadt, wo er bis 1967 als Oberregierungsschulrat arbeitete.

## Politik
Ernst Türk gehörte der SPD an. 1949 bis 1961 war er Mitglied des Gemeinderats von Grebenhain, 1952 bis 1963 Mitglied des Kreistages Lauterbach. Am 29. März 1967 wählte ihn der Kreistag des Landkreises Gießen zum Landrat, 1972 wurde er erneut gewählt. Im Zuge der Gebietsreform in Hessen wurde am 1. Januar 1977 der Lahn-Dill-Kreis gebildet. Der neue Kreis setzte sich unter anderem aus dem größten Teil des aufgelösten Landkreises Gießen zusammen. Ernst Türck wurde 1977 für eine Übergangszeit bis zum 15. Juni 1977 staatsbeauftragter Landrat für den neu gebildeten Kreis, eine Position in der ihn der dann neu gewählte Karl Rehrmann (CDU) ablöste.
Nach 1977 war Ernst Türk ehrenamtlich Vorsitzender des Deutschen Jugendherbergswerks.